# Zagrad
Zagrad är ett samhälle i Montenegro. Det ligger i den centrala delen av landet]. Zagrad ligger 937 meter över havetoch antalet invånare är 550.
Terrängen runt Zagrad är lite bergig. Omgivningarna runt Zagrad är en mosaik av jordbruksmark och naturlig växtlighet.